# Дневной свет

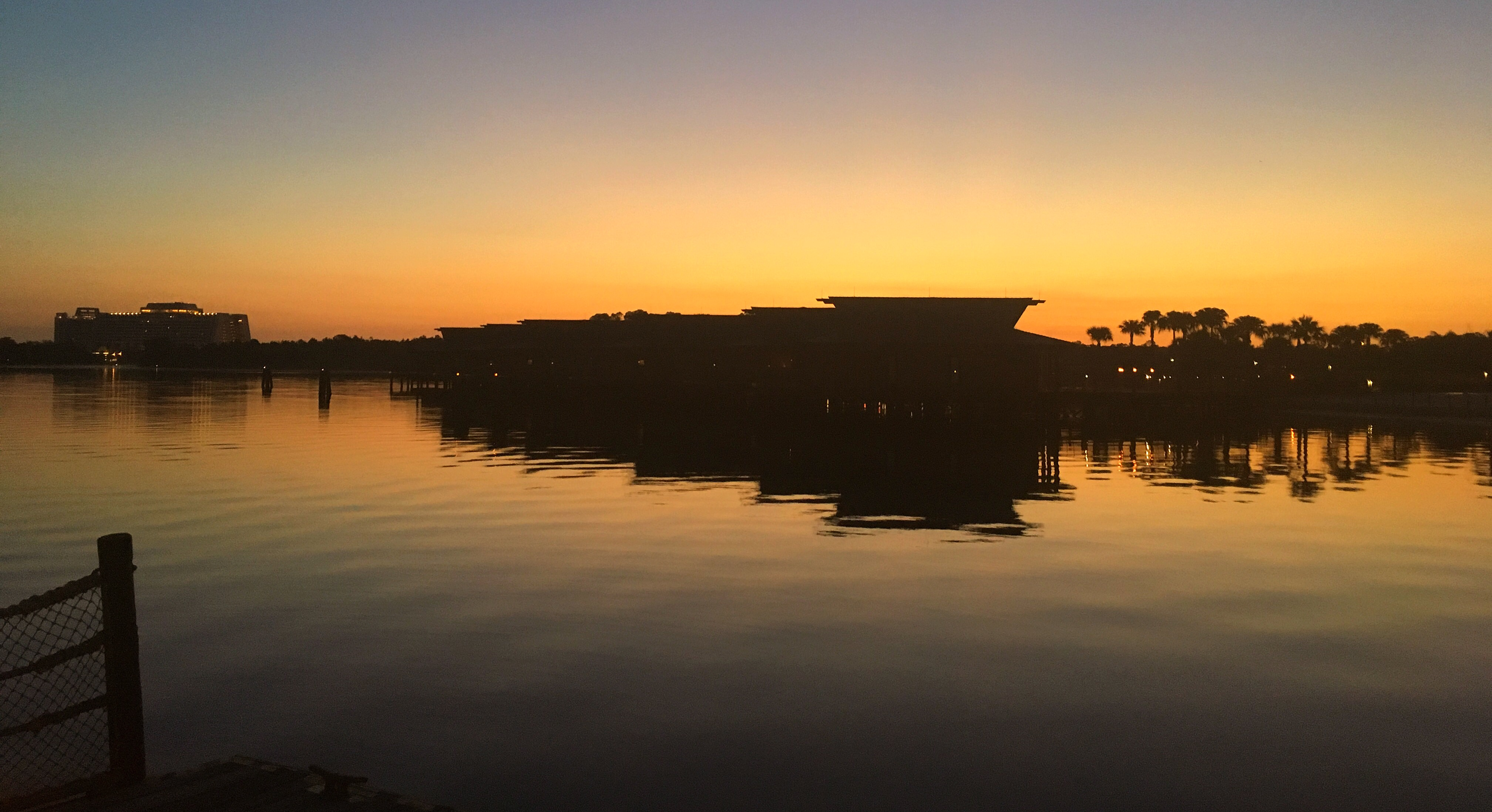
Пример восхода в ясный день

Дневной свет — совокупность прямого и косвенного солнечного света в течение дня, складывается из направленного света прямых солнечных лучей, рассеянного света от безоблачного неба и света, рассеянного облаками. При этом дневной свет не учитывает лунный свет, несмотря на то, что последний является косвенным солнечным светом.
Дневной свет присутствует в определённом месте Земли всякий раз, когда солнце находится над горизонтом для наблюдателя в этом месте. Значение освещённости дневного света может варьироваться от 120 000 люкс для прямого солнечного света в полдень (что может вызвать боль в глазах), до менее 5 люкс при наличии густых грозовых облаков с солнцем на горизонте. Значение освещённости дневного света может снижаться при определённых обстоятельствах, таких, как солнечное затмение, или загрязнение атмосферы дымами, пылью или вулканическим пеплом.

## Интенсивность дневного света в различных условиях
| Освещённость, люкс | Пример                                                 |
| ------------------ | ------------------------------------------------------ |
| 120 000            | Самый яркий солнечный свет.                            |
| 111 000            | Солнечный свет в ясную погоду.                         |
| 20 000             | Тень под прозрачным синим небом в ясный полдень.       |
| 1000 — 2000        | Типичный пасмурный день, полдень.                      |
| 400                | Восход или закат в ясный день (окружающее освещение).  |
| <200               | Плотные тёмные грозовые облака, полдень.               |
| 40                 | Пасмурный восход или закат.                            |
| <1                 | Экстремально тёмные грозовые облака, закат или восход. |

## Использование
Дневной свет используется для освещения закрытого пространства через проёмы — окна и световые люки, которые обеспечивают доступ дневного света в здание. Этот тип освещения выбирается для экономии энергии, чтобы избежать предполагаемых негативных последствий для здоровья от чрезмерного освещения искусственным светом, а также для эстетики. Количество дневного света, принимаемого во внутреннее пространство или комнату, определяется как световой фактор, являющийся отношением между измеренными внутренним и внешним уровнями света. Потребление электроэнергии при искусственном освещении может быть снижено путём простого уменьшения количества электрических источников света, поскольку присутствует дневной свет, или путём автоматического включения/выключения электрических ламп в зависимости от наличия дневного света — процесс, известный как daylight harvesting.
Также распространено применение источников искусственного дневного света. В быту и на производстве с этой целью широко используются лампы дневного света. В некоторых областях требуются большие затраты как на изготовление оборудования для эффектов дневного освещения, так и на оплату потребляемой электроэнергии, например, в киноиндустрии, где часто необходимо обеспечить естественные условия при павильонных съёмках. Применение источников искусственного дневного света актуально также для районов с короткой продолжительностью светового дня.